# 賈耶斯 (密西西比州)
賈耶斯（英語：Jayess）是位於美國密西西比州勞倫斯縣的非建制地區。

## 地理
賈耶斯所處的海拔為高於海平面136米（即446英呎），而該地所採用的時區為UTC-6，即北美中部時區（CST）。同時該地設有夏令時間，為UTC-6調快一小時，即UTC-5（CDT）。